# New Jersey Route 124
La New Jersey Route 124 è una strada del New Jersey che unisce la città di Morristown con quella di Maplewood.